# Farma wiatrowa West Wind
Farma wiatrowa West Wind – farma wiatrowa w Makara, w Nowej Zelandii.

## Lokalizacja
Farma West Wind znajduje się w Makara, 15 km na zachód od miasta Wellington w Nowej Zelandii.

## Historia
Lejkowata Cieśnina Cooka zapewnia silną i stałą prędkość wiatru. Projekt West Wind jest uznawany za jedną z najlepiej działających farm wiatrowych na świecie i nawet był wykorzystywany w globalnej reklamie przez dostawcę turbin. Budowa rozpoczęła się w październiku 2007 roku. Pierwsze 15 turbin zostało oficjalnie włączonych przez premiera Johna Keya 29 kwietnia 2009 roku. Wszystkie 62 turbiny zaczęły pracować do września 2009 roku. Farma zajmuje powierzchnię 5300 ha.

## Właściciel
Właścicielem jest Meridian Energy.

## Produkcja
62 turbiny  mogą generować do 142,6 megawatów energii elektrycznej. Wytwarzają  one wystarczającą ilość energii elektrycznej rocznie dla około 62 000 domów w Nowej Zelandii. Zastosowano turbiny firmy Siemens SWT-2.3-82 o mocy 2,3 megawatów.  Turbiny wytwarzają energię elektryczną przy wietrze o prędkości od 15 do 90 kilometrów na godzinę. W ekstremalnych warunkach pogodowych turbiny wyłączają się automatycznie, aby zapobiec uszkodzeniom.

## Dane Techniczne
Dane techniczne turbiny Simens SWT-2.3-82 zastosowanej w West Wind
- odległość piasty od podłoża: 68.3 m
- średnica wirnika: 82 m
- moc:2.3 MW
- liczba łopat:3